# أوتو أكرمان
أوتو أكرمان (بالرومانية: Otto Ackermann)‏ هو موسيقي روماني وسويسري، ولد في 18 أكتوبر 1909 في بوخارست في رومانيا، وتوفي في 9 مارس 1960 في Wabern bei Bern ‏ في سويسرا.
ولد أكرمان في بوخارست. ودرس في أكاديمية بوخارست للموسيقى وجامعة برلين للفنون. 
قاد الأوبرا الملكية الرومانية في جولة عندما كان عمره 15 عامًا فقط، ثم عمل قائدا للعديد من الأوبرات بدءًا من أوبرا دوسلدورف، 1928-1932 (عندما كان عمره 18 إلى 23 عامًا) ثم في برنو (1932-1935) وبرن (1935-1945) وفيينا ، مع قيامه بالكثير من الجولات الفنية والحفلات الموسيقية في جميع أنحاء أوروبا، والتسجيلات التي تم إجراؤها مع أوركسترا فيينا الفيلهارمونية ، والأوركسترا الهولندية وأوركسترا زيورخ تونهالي. وكان يحمل الجنسية السويسرية.
كان أكرمان صديقًا مقربًا لفرانز ليهار وقامت شركة كولومبيا للتسجيلات بتسجيل أوبريتاته، والتي تتميز بإيقاعها وأسلوبها الفييني، على الرغم من أنها تعزف مع أوركسترا إنجليزية ( أوركسترا فيلهارمونيا). وأجرى أكرمان التسجيل الأول لـ الأغاني الأربع الأخيرة لريتشارد شتراوس مع إليزابيث شوارزكوف.
توفي في فابيرن باي برن (في برن السويسرية) في مارس 1960، عن عمر يناهز 50 عامًا.

## وصلات خارجية
- أوتو أكرمان على موقع IMDb (الإنجليزية)
- أوتو أكرمان على موقع ميوزك برينز (الإنجليزية)
- أوتو أكرمان على موقع أول ميوزيك (الإنجليزية)
- أوتو أكرمان على موقع ديسكوغز (الإنجليزية)